# Damnatio memoriae

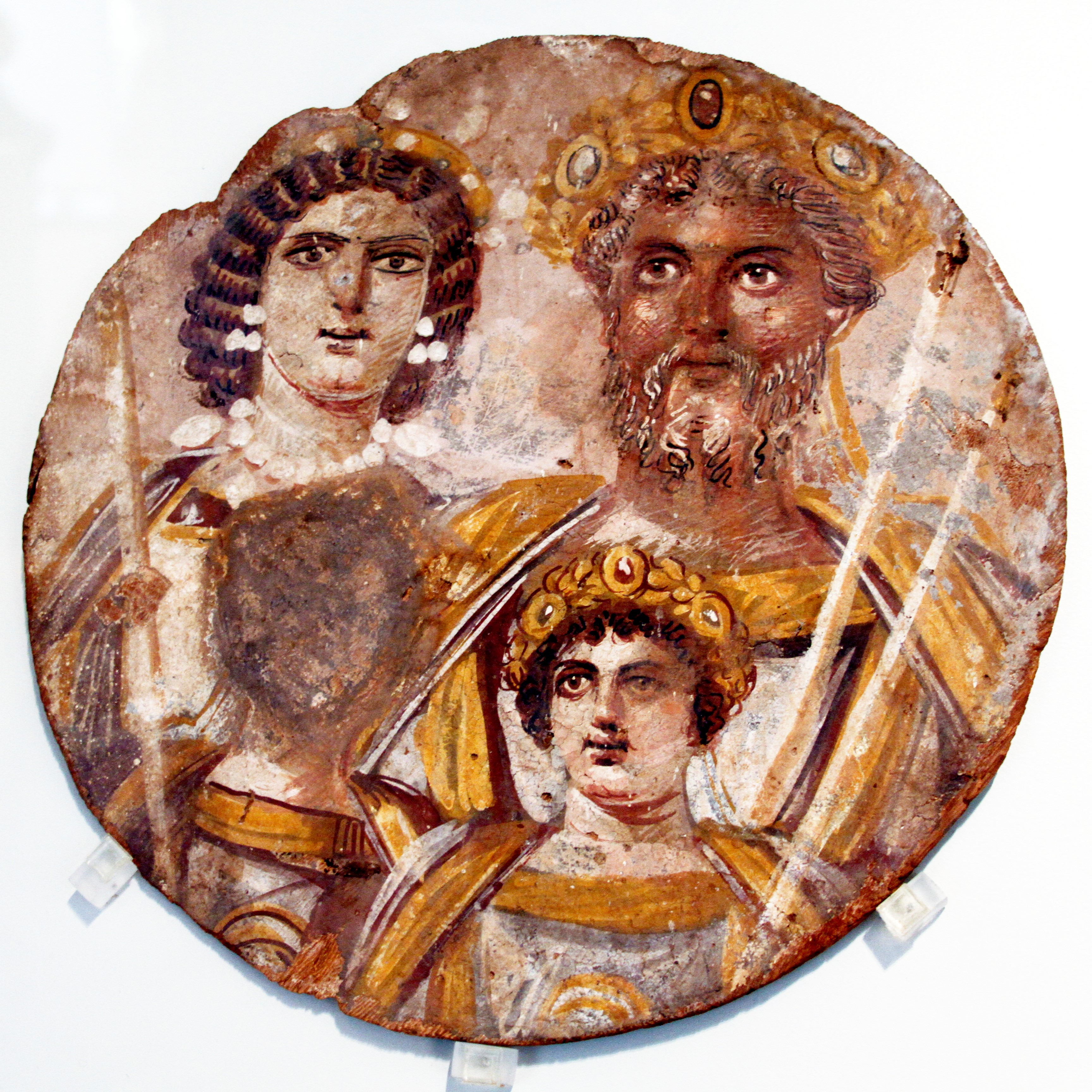
Tondo da família do imperador Septímio Severo, com Júlia Domna, Caracala e Geta. A face de Geta foi apagada em razão da damnatio memoriae ordenada pelo seu irmão e assassino Caracala

Damnatio memoriae é uma locução em língua latina que quer dizer "condenação da memória". No Direito romano, indicava a pena que consistia no apagamento de qualquer traço  de lembrança de uma pessoa, como se essa jamais tivesse existido.  Tratava-se de uma pena particularmente dura e desonrosa, reservada sobretudo aos traidores e aos hostes, ou seja, os inimigos de Roma e do Senado romano, sendo assim considerados aqueles que caíam em desgraça do poder político. A eficácia da damnatio memoriae ainda era favorecida pela escassa disponibilidade de fontes históricas, na Idade Antiga.
Essa prática terá sido continuada na Idade Média pois esta foi usada contra príncipe D. Pedro de Coimbra, em 1449, imposta pelo seu sobrinho o rei D. Afonso V de Portugal no contexto da Batalha de Alfarrobeira, depois que este seu tio lutou até à morte contra ele, bem como a revogação de tal pena, em 1455

## Etimologia
O significado da expressão damnatio memoriae e da sanção era cancelar todos os vestígios dessa pessoa da vida de Roma, como se nunca tivesse existido, para preservar a honra da cidade. Numa cidade que dava grande importância à aparência social, respeito e ao orgulho de ser um verdadeiro Romano como requerimentos fundamentais do cidadão, era talvez o castigo mais severo.

## Prática

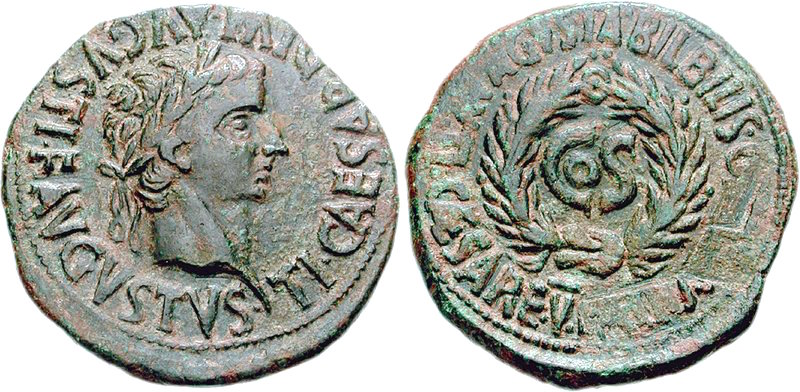
Lúcio Élio Sejano sofreu damnatio memoriae depois de uma conspiração falhada para destronar o imperador Tibério em 31. As suas estátuas foram destruidas e o seu nome obliterado de todos os registos públicos. A moeda mostrada de Augusta Bilbilis, cunhada para marcar o consulado de Sejano, tem as palavras L. Aelio Seiano apagadas

Na Roma Antiga, a prática de damnatio memoriae era a condenação das elites romanas e imperadores depois das suas mortes. Se o senado ou um imperador mais tardio não gostasse das ações de um indivíduo, eles podiam confiscar a propriedade dele, o seu nome seria apagado e as suas estátuas reutilizadas. Contudo, visto que havia um incentivo econômico para confiscar propriedades e reutilizar estátuas de qualquer maneira, historiadores e arqueologistas têm dificuldade em determinar se houve damnatio memoriae em alguns casos.
A prática de damnatio memoriae era raramente, se alguma vez, uma prática oficial. Uma damnatio memoriae verdadeiramente efetiva não seria notada por historiadores mais recentes, visto por definição qualquer menção da pessoa seria apagada do registo histórico. Contudo, visto que todas as figuras políticas tinham aliados além de inimigos, era difícil implementar a prática completamente. Por exemplo, o senado queria condenar a memória de Calígula, mas Cláudio impediu isto. Nero foi declarado um inimigo do Estado pelo senado, mas depois teve um funeral enorme para o honrar depois da sua morte, organizado por Vitélio. Enquanto estátuas de alguns imperadores foram destruídas ou reutilizadas depois da morte deles, outras foram erigidas. Historiadores às vezes usam a frase de facto damnatio memoriae quando a condenação não é oficial. Algumas pessoas que sofreram damnatio memoriae foram Sejano, que conspirou contra o imperador Tibério em 31, e mais tarde Livila, que foi revelada como sendo sua cúmplice. Os únicos imperadores conhecidos que receberam uma damnatio memoriae oficial foram Domiciano, e mais tarde o coimperador Geta, cuja memória foi condenada pelo seu irmão coimperador, Caracala, em 211.

### Imperadores romanos condenados
- Calígula
- Nero
- Domiciano
- Cômodo
- Clódio Albino
- Geta
- Macrino
- Alexandre Severo
- Maximino Trácio
- Gordiano III
- Filipe, o Árabe
- Décio
- Emiliano
- Galiano
- Aureliano
- Probo
- Caro
- Carino
- Numeriano
- Diocleciano
- Maximiano
- Crispo
- Galério
- Valério Severo
- Maximino Daia
- Magêncio
- Licínio
- Constantino II
- Constante I
- Magnêncio
- Magno Máximo
- Heliogábalo

### Outras pessoas condenadas
- Caio Fúlvio Plauciano
- Caio Júlio Vero Máximo
- Cneu Calpúrnio Pisão
- Cneu Sêncio Saturnino
- Fausta
- Júlia Soémia
- Lívila
- Lúcio Antônio Saturnino
- Lúcio Élio Sejano
- Messalina

## Práticas parecidas noutras sociedades
- Os antigos egípcios davam extrema importância à preservação do nome de uma pessoa. Aquele que destruísse o nome de uma pessoa era visto como tendo destruído essa pessoa[2] e isto era válido no mundo dos mortos.
- As cartelas do faraó herético Aquenáton da 18ª dinastia foram mutiladas pelos seus sucessores. Antes, nessa dinastia, ao reinar sozinho, Tutemés III havia ordenado um ataque parecido contra a sua madrasta Hatexepsute. Contudo, apenas as gravuras e estátuas dela como um rei coroado do Egito foram atacadas. Tudo o que a representava como uma rainha foi deixado intacto (a campanha acabou depois do seu filho ter sido coroado co-regente), por isso isto não foi completamente damnatio memoriae.[3] Também há debates sobre Tutemés III ser o culpado, visto que isto aconteceu 47 anos depois dele se tornar faraó.
- No judaísmo, a maldição "Que o nome e memória dele/a sejam obliterados," (Hebraico: ימח שמו וזכרו , yimach shmo ve-zichro) é a pior maldição que um judeu pode dizer a outro.
- Heróstrato incendiou o Templo de Artemisa em Éfeso para se tornar famoso. Os líderes de Éfeso decidiram que o nome dele nunca mais podia ser dito, sob pena de morte.
- Adanuzam, arroçu (rei) de Daomé no início do século XIX, prendeu o seu irmão Gapê (Guezô). Depois de ascender, Guezô se vingou ao apagar a memória de Adanuzam. Até hoje, Adanuzam não é oficialmente considerado como um dos doze reis de Daomé.
- Marino Faliero, quinquagésimo-quinto Doge de Veneza, recebeu damnatio memoriae depois de um golpe de Estado falhado.
- Exemplos mais modernos de damnatio memoriae são os actos de remover retratos, livros, remover pessoas de fotografias, e outros vestígios dos adversários de Josef Stalin durante o Grande Expurgo. Ironicamente, o próprio Stalin foi removido de uns filmes de propaganda quando Nikita Khruschev se tornou no líder da União Soviética, e a cidade de Tsarítsin que antes se tinha chamado Stalingrado/Estalinegrado foi chamada Volgogrado em 1961.